# Pteropodini
Die Pteropodini sind eine Gattungsgruppe innerhalb der Familie der Flughunde (Pteropodidae): Manchmal werden sie auch als Flugfüchse oder Langnasenflughunde bezeichnet, diese Namen sind aber nicht eindeutig und werden auf verschiedene Flughundarten angewandt. Die Gruppe umfasst vier Gattungen (Pteropus, Acerodon, Neopteryx und Styloctenium) mit 65 Arten.

## Beschreibung

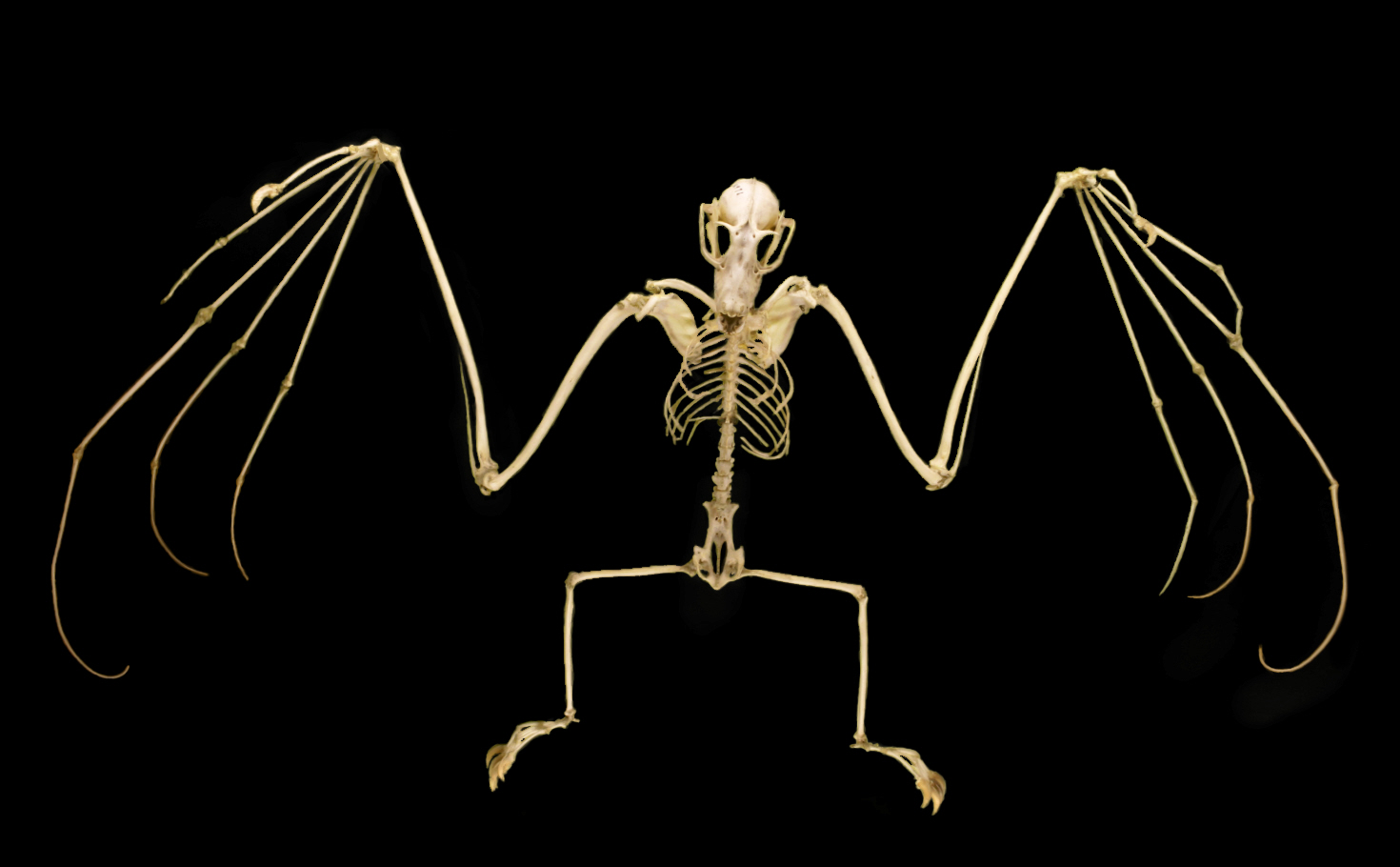
Skelett eines Samoa-Flughunds (Pteropus samoensis)

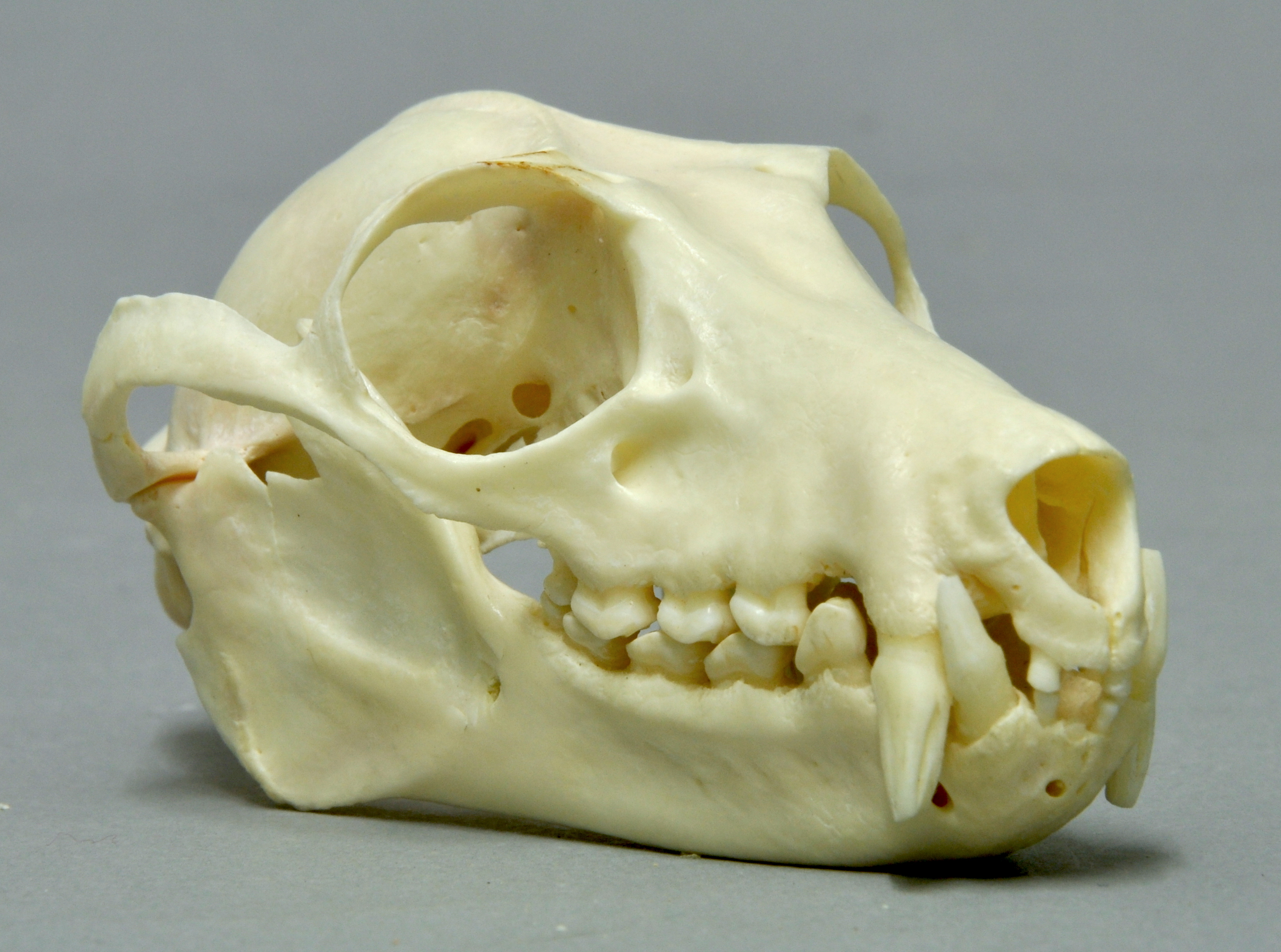
Schädel eines Weihnachtsinsel-Flughunds (Pteropus melanotus) aus der Sammlung des Museums Wiesbaden

Zu dieser Gruppe gehören mit dem Kalong (Pteropus vampyrus), dem Indischen Riesenflughund (Pteropus giganteus) und dem Goldkronenflughund (Acerodon jubatus) die größten Fledertiere überhaupt. Sie erreichen eine Kopfrumpflänge von bis zu 40 Zentimeter, eine Flügelspannweite von 1,7 Meter und ein Gewicht von bis zu 1,6 Kilogramm. Viele Arten sind jedoch deutlich kleiner, die kleinsten erreichen lediglich eine Kopfrumpflänge von 10 Zentimetern und ein Gewicht von 100 Gramm. Die meisten Arten sind graubraun oder schwarz gefärbt, einige haben jedoch Musterungen im Schulterbereich, auf dem Kopf oder im Gesicht. Die Ohren sind meist leicht zugespitzt, die Schnauze relativ lang und – ihrem Namen zufolge – hunde- oder fuchsähnlich, der Schwanz fehlt bei allen Arten. Die Augen sind wie bei allen Flughunden relativ groß.

## Verbreitung
Flughunde der Gattungsgruppe Pteropodini sind auf vielen Inseln des Indischen Ozeans (Madagaskar, Seychellen, Komoren, Mauritius, Réunion und auf den Malediven – aber nicht auf dem afrikanischen Festland), in Süd- und Südostasien, Neuguinea, dem nördlichen und östlichen Australien, dem südlichen Japan, Taiwan und auf zahlreichen Inseln im westlichen und südlichen Pazifik verbreitet. Aktuell verschieben sich die Verbreitungsgrenzen der Flughunde aufgrund des voranschreitenden Klimawandels zunehmend.

## Lebensweise
Flughunde der Gattungsgruppe Pteropodini sind Bewohner von Wäldern, Sümpfen oder Mangrovengebieten. Zum Schlafen hängen sie meist an Bäumen, oft auf kleinen, dem Festland vorgelagerten Inseln. Sie leben meist in Gruppen; Flughundkolonien können einige Dutzend bis zu Millionen Tiere umfassen. Am Abend begeben sie sich auf Nahrungssuche, wobei sie oft weitere Strecken zurücklegen, so auch große Distanzen über das Meer.

## Nahrung
Die Nahrung der Flughunde besteht aus Früchten, wobei sie von den härteren Sorten nur den Saft zu sich nehmen, von weicheren hingegen auch Teile des Fruchtfleisches verzehren. Daneben fressen sie auch Blüten oder die Pollen daraus. Von manchen Arten gibt es Beobachtungen, dass sie Meerwasser trinken, vermutlich um Mineralstoffe zu gewinnen.

## Fortpflanzung
Die Geburten der Jungen innerhalb einer Kolonie sind synchronisiert und meist jahreszeitlich bedingt, auf der nördlichen Hemisphäre im ersten Halbjahr, auf der südlichen im zweiten. Bei einigen Arten ziehen sich die Weibchen zur Geburt in Wochenstuben zurück. Die Tragzeit beträgt fünf bis sechseinhalb Monate, das meist einzelne Jungtier wird drei bis sechs Monate lang gesäugt. Die Geschlechtsreife tritt meist im zweiten Lebensjahr ein, die Lebenserwartung ist wie bei den meisten Fledertieren relativ hoch: das höchste bekannte Alter eines Tieres betrug 31 Jahre.

## Die Gattungen

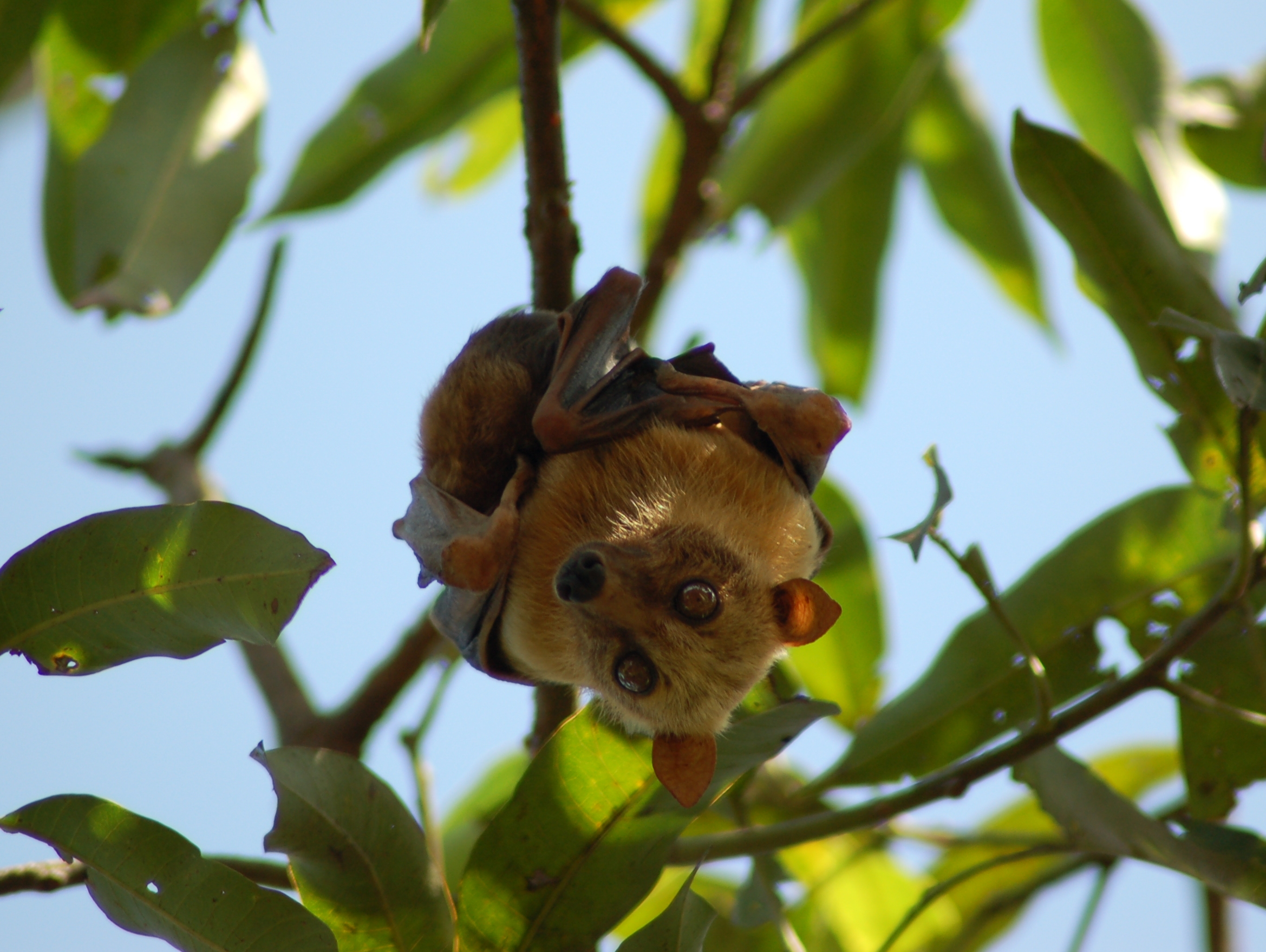
Sulawesi-Flughund (Acerodon celebensis)

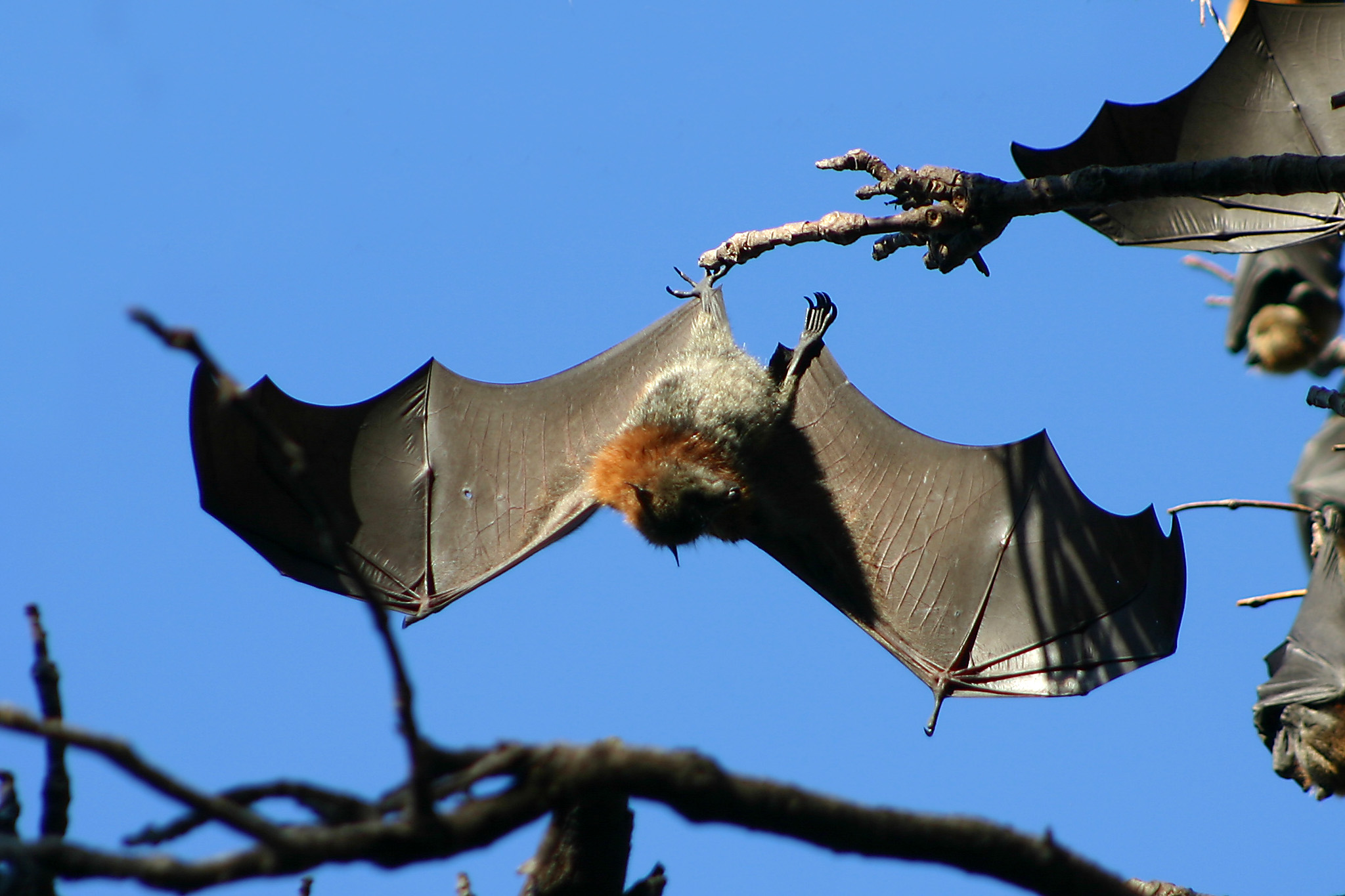
Graukopf-Flughund (Pteropus poliocephalus): Spannweite bis über 1 m

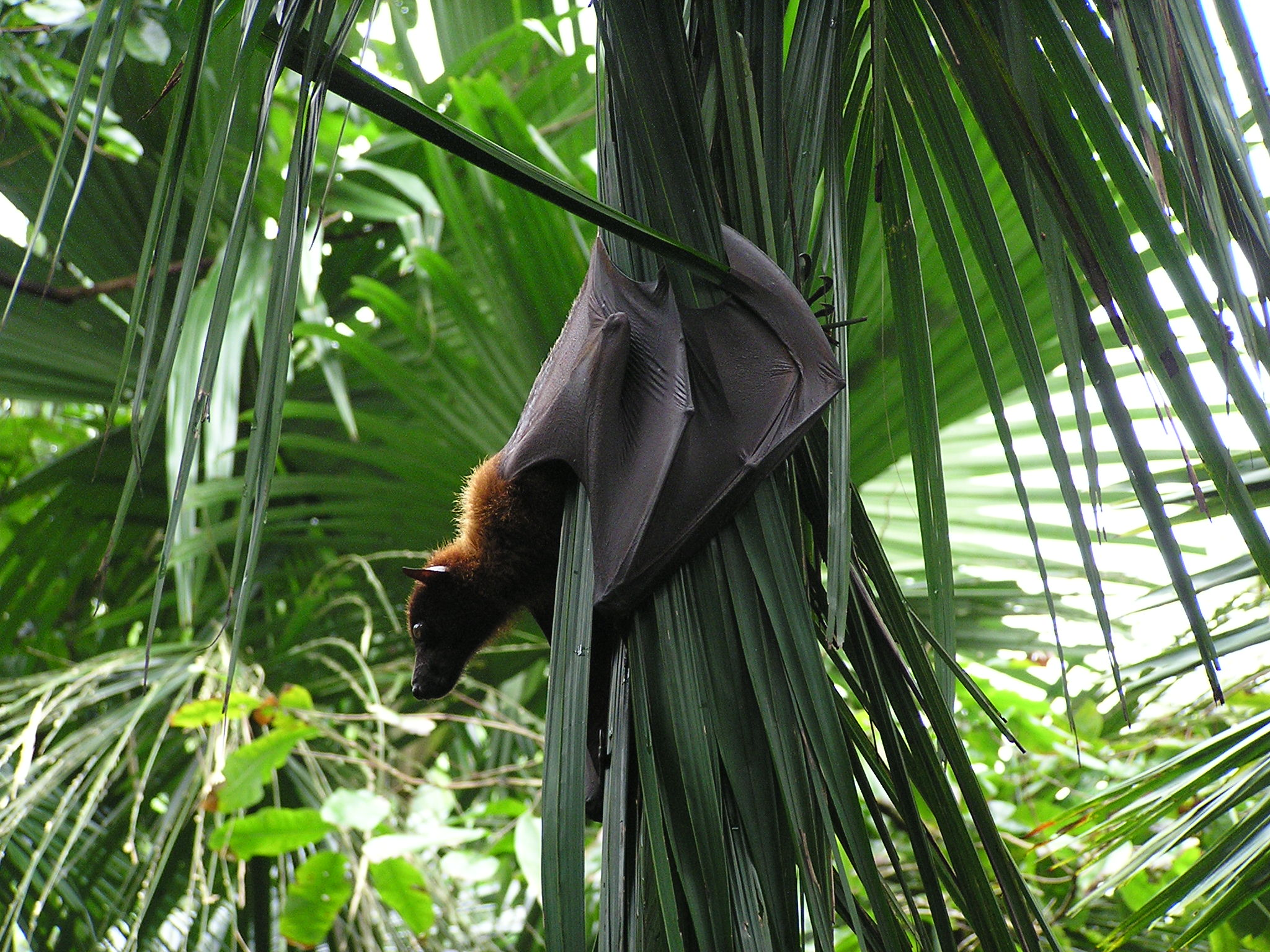
Kalong (Pteropus vampyrus)

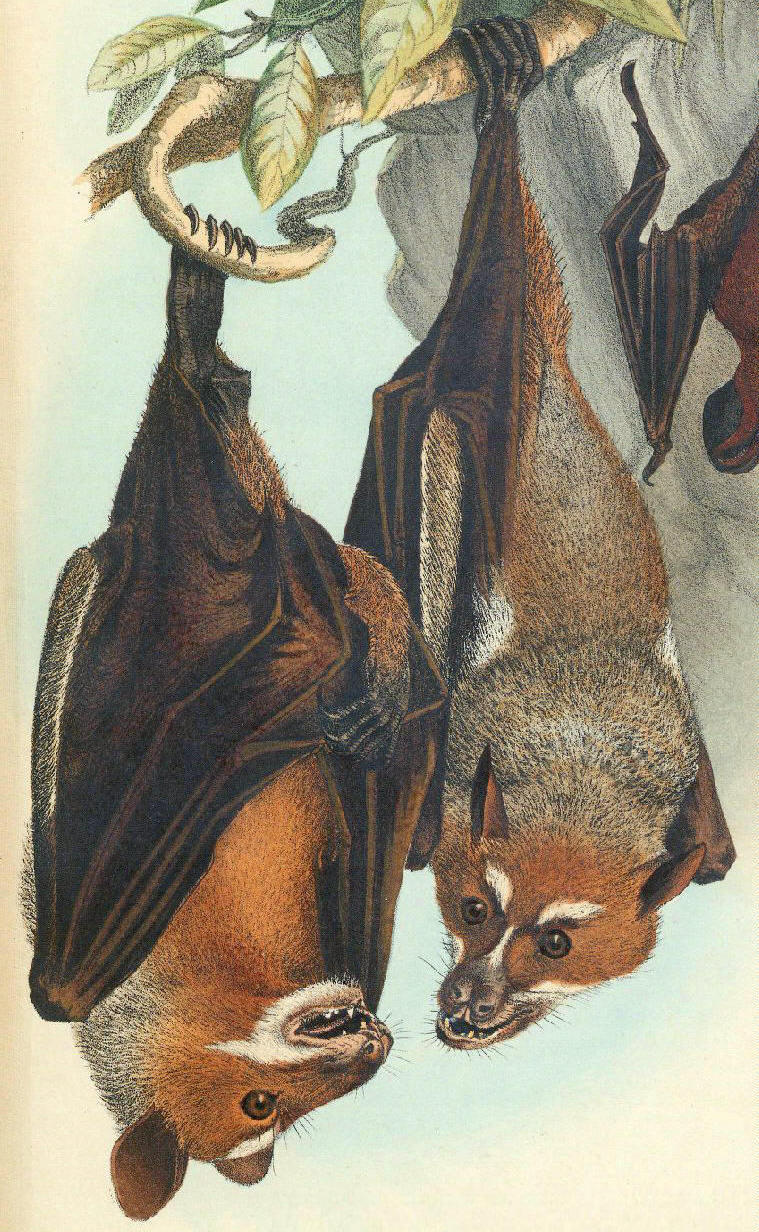
Sulawesi-Streifengesicht-Flughund (Styloctenium wallacei)

### Acerodon
Die Gattung Acerodon ähnelt Pteropus bis auf Details im Aufbau der Zähne. Sie umfasst fünf Arten, die in Indonesien (Sulawesi und Kleine Sundainseln) und auf den Philippinen leben. Der Goldkronen-Flughund (A. jubatus) zählt mit bis zu 1,7 Meter Flügelspannweite zu den größten Flughundarten. A. humilis wurde erst 1999 wiederentdeckt, nachdem sie lange Zeit nur durch einige Museumsexemplare bekannt war. Der Sunda-Flughund (A. mackloti) ist ein typischer Baumbewohner auf den Kleinen Sundainseln. Die umstrittene Art Acerodon lucifer war lange nur von wenigen Exemplaren bekannt, die zwischen 1888 und 1892 auf der Philippinen-Insel Panay gesammelt wurden. Nach Ansicht des Zoologen Lawrence R. Heaney handelt es sich bei diesem Taxon lediglich um eine erloschene Population des Goldkronen-Flughundes.

### Neopteryx
Diese Gattung umfasst nur eine Art, Neopteryx frosti. Sie ist auf Sulawesi endemisch und ähnelt mit ihren am Rückgrat ansetzenden Flughäuten den Nacktrückenflughunden.

### Pteropus
Mit fast 60 Arten ist Pteropus die artenreichste Flughundgattung. Sie ist im gesamten oben genannten Gebiet verbreitet. Zu den bekanntesten Arten zählen:
- Der Schwarze Flughund (Pteropus alecto) lebt im östlichen Indonesien und Australien und ist durch sein dunkles Fell charakterisiert.
- Der Brillenflughund (Pteropus conspicillatus) verdankt seinen Namen der brillenartigen Fellzeichnung. Er lebt in Nordaustralien und Neuguinea.
- Der Ryukyu- bzw. Formosa-Flughund (Pteropus dasymallus) ist eine im südlichen Japan und Taiwan verbreitete Flughundart.
- Der Indische Riesenflughund (Pteropus giganteus) lebt in Pakistan, Indien und vorgelagerten Inseln. Zusammen mit dem Kalong-Flughund ist er die größte Flughundart.
- Der Insel-Flughund (Pteropus hypomelanus) lebt auf zahlreichen, Südostasien vorgelagerten Inseln.
- Der Lyle- oder Hinterindische Flughund (Pteropus lylei) lebt in Thailand, Kambodscha und Vietnam und zählt zu den größeren Arten.
- Der Marianen-Flughund (Pteropus mariannus) ist auf westpazifischen Inselgruppen (Nördliche Marianen, Guam, Palau, Mikronesien) beheimatet.
- Der Maskarenen-Flughund (Pteropus niger) ist auf Mauritius endemisch. Auf Réunion ist er gegen 1800 ausgestorben.
- Der Maskenflughund (Pteropus personatus) ist durch eine auffällige Gesichtszeichnung gekennzeichnet. Er lebt nur auf der Insel Halmahera (Indonesien).
- Der Graukopf-Flughund (Pteropus poliocephalus) aus dem östlichen Australien ist durch seine auffällige Färbung (grauer Kopf und rotbrauner Schulterbereich) gekennzeichnet.
- Der Goldmantel-Flughund (Pteropus pumilus) ist auf den Philippinen beheimatet und durch die goldgelbe Färbung des Schulterbereichs bekannt.
- Der Rodrigues-Flughund (Pteropus rodricensis) lebt ausschließlich auf der Insel Rodrigues bei Mauritius. Die Art ist stark bedroht und wird in Zoos nachgezüchtet.
- Der Rote oder Madagaskar-Flughund (Pteropus rufus) ist nach seinem rötlich-braunen Schulterbereich benannt und auf Madagaskar endemisch.
- Der Samoa-Flughund (Pteropus samoensis) ist auf Samoa und Fidschi beheimatet.
- Der Kleine Rote Flughund (Pteropus scapulatus) bewohnt das östliche Australien und Tasmanien, es gibt sogar eine Sichtung aus Neuseeland, womit die Art die am weitesten südlich lebende Flughundart ist.
- Der Seychellen-Flughund (Pteropus seychellensis) lebt auf den Seychellen und Komoren. Auf diesen Inseln waren Fledertiere bis zur Ankunft des Menschen die einzigen Säugetiere.
- Der Tonga-Flughund (Pteropus tonganus) ist auf zahlreichen südpazifischen Inseln verbreitet.
- Der Vanikoro-Flughund (Pteropus tuberculatus) ist auf der Insel Vanikoro endemisch. Er gilt als sogenanntes Lazarus-Taxon, da er zwischen 1926 und 2014 nicht gesichtet wurde.
- Der Kalong oder Kalong-Flughund (Pteropus vampyrus) ist in Thailand, Malaysia, Indonesien und den Philippinen beheimatet. Er gilt, zusammen mit dem Indischen Riesenflughund, als die größte Flughundart.

### Styloctenium
Diese Gattung Styloctenium umfasst lediglich zwei Arten: Zum einen S. wallacei, die nur auf Sulawesi und vorgelagerten Inseln lebt; Sie ist durch dachsähnliche weiße Gesichtszeichnungen charakterisiert. Zum anderen S. mindorensis, die zuerst im August 2007 wissenschaftlich beschrieben wurde und sich durch ausgeprägte Eckzähne auszeichnet.
Die Gattungen Mirimiri und Pteralopex, die in älteren Systematiken ebenfalls zur Tribus Pteropodini gehören, werden jetzt in die Gattungsgruppe Pteralopini gestellt.

## Bedrohung
Viele Arten spielen durch die Bestäubung von Pflanzen oder das Weitertragen von Samen eine wichtige ökologische Rolle, insbesondere auf kleinen Inseln. Oft werden sie jedoch als Schädlinge verfolgt, da sie auch in Obstplantagen und Gärten ihre Nahrung suchen. Die Zerstörung des Lebensraumes, die Jagd ihres Fleisches wegen und die Tatsache, dass viele Arten auf kleinen Inseln endemisch sind, tragen darüber hinaus zur Bedrohung bei. Mehrere Arten gelten als ausgestorben, darunter:
- Pteropus brunneus war nur von einer kleinen Insel vor der Küste Queenslands bekannt.
- Pteropus pilosus lebte auf Palau und wurde seit 1874 nicht mehr beobachtet.
- Pteropus subniger kam auf Mauritius und Réunion vor und ist ebenfalls in der 2. Hälfte des 19. Jahrhunderts ausgestorben.
- Pteropus tokudae, der auf Guam lebte, galt als Delikatesse. Das letzte bekannte Exemplar wurde 1968 erlegt.
- Pteropus aruensis lebte auf den indonesischen Aru-Inseln. Der letzte sichere Nachweis stammt vor dem Jahr 1867.
- Pteropus loochoensis lebte auf den Okinawa-Inseln und ist nur von drei Exemplaren bekannt, die im 19. Jahrhundert gesammelt wurden.
- Pteropus allenorum lebte auf Upolu, Samoa. Nur von einem Museumsexemplar aus dem Jahr 1856 bekannt.
- Pteropus coxi lebte auf Samoa. Nur von einem Museumsexemplar aus dem Jahr 1840 bekannt.

11 Arten werden von der IUCN als stark bedroht gelistet, rund 25 weitere als bedroht oder gefährdet.
Einige in Malaysia und Südostasien heimischen Arten der Gattung Pteropus gelten als biologisches Reservoir für Vertreter der Virusgattung Henipavirus. Die Tiere infizieren sich bereits diaplazentar vor der Geburt. Besonders das seit 1999 bekannte Nipah-Virus verursachte über die Infektion von Schweinen über 100 gemeldete Todesfälle 1998 in Malaysia. Die epidemiologische Untersuchung der Flughunde und die systematische Reduzierung ihrer Lebensräume in der Nähe von Schweinefarmen wird als seuchenmedizinische Maßnahme durchgeführt. Dies beschleunigt die weitere Zurückdrängung der Pteropus-Arten besonders auf den malayischen Inseln. In Australien (Queensland) sind Pteropus-Arten Träger des Hendra-Virus, das bislang nur einzelne lokale, jedoch oft tödliche Infektionen bei Pferden und Menschen verursachte.
Flughunde sind aufgrund ihrer physiologischen Beschaffenheit von der globale Erwärmung betroffen. Anhaltende Außentemperaturen von mehr als 41 °C führen bei den Flughunden zu Hitzestress und Temperaturen ab 42 °C können tödlich sein. Dies war etwa im Rahmen der Hitzewelle in Australien 2018/2019 der Fall, als alleine im November 2018 fast ein Drittel aller Flughunde im nördlichen Teil Queenslands bedingt durch die Hitze starben.